# Koeverdak
Een koeverdak of ruitdekking is een dak van leisteen, waarbij het zichtbare deel van de leistenen uit ruiten bestaat. Het onderste deel van de leistenen is onder een hoek van 45 graden uitgezaagd. Het dagvlak is dan vierkant of ruitvormig. 
Naast een schubbendak bestaan er andere typen leidaken, zoals het maasdak, het rijndak, het schubbendak en de Leuvense dekking.

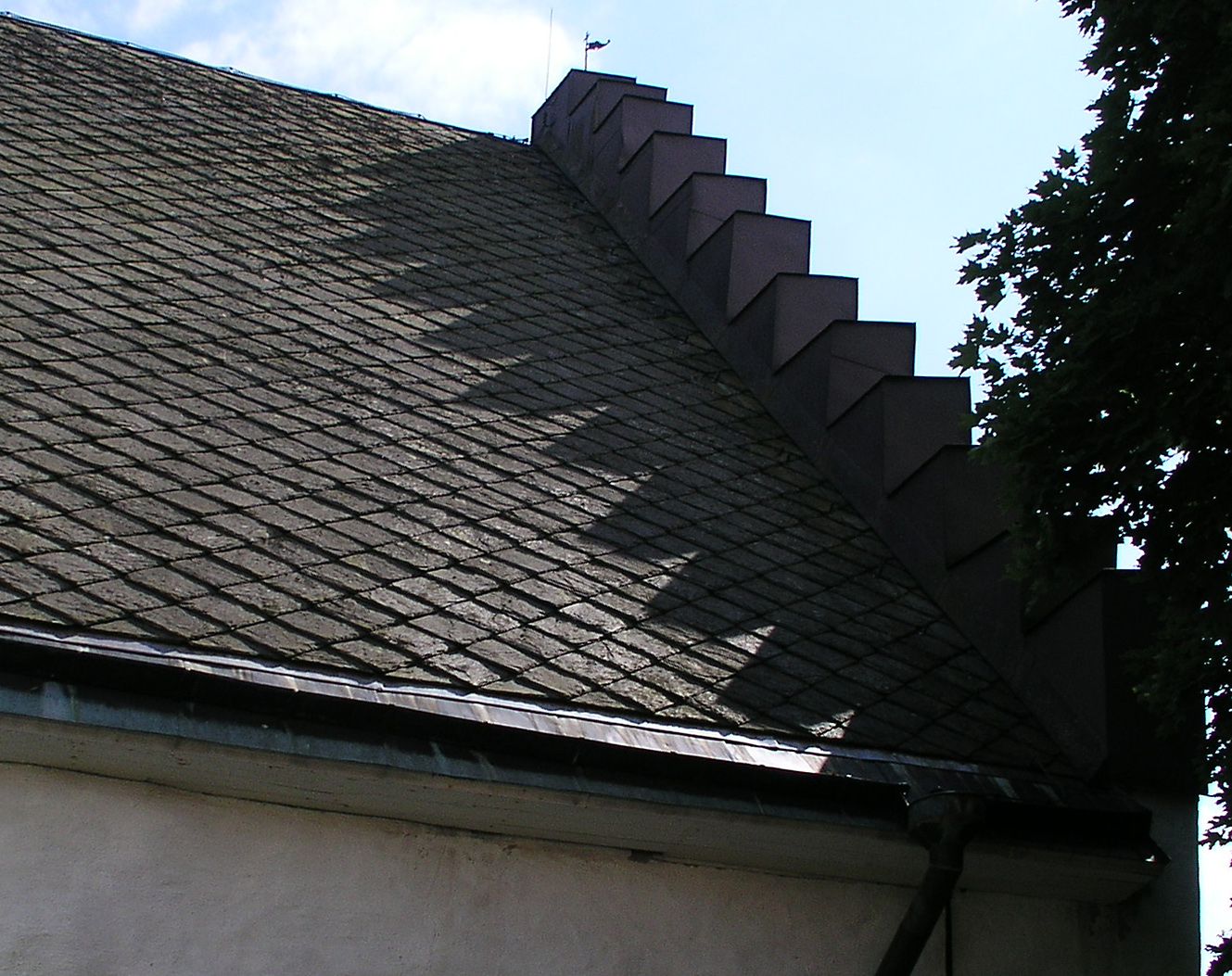